# عزرا هولمز
عزرا هولمز (بالإنجليزية: Ezra Holmes)‏ (1 يناير 1882 بويست بروميتش في المملكة المتحدة - ) هو لاعب كرة قدم بريطاني (وحمل سابقاً جنسية المملكة المتحدة لبريطانيا العظمى وأيرلندا) في مركز الهجوم. لعب مع برمنغهام سيتي ونادي غاينسبورو ترينيتي وStamford A.F.C. ‏.